# Théodore Ravanat
Théodore Ravanat est un peintre paysagiste français, né à Grenoble le 4 mai 1812 et mort à Proveysieux le 21 septembre 1883.

## Biographie
C'est Jean Achard qui lui a donné ses premiers conseils artistiques. Il compte aussi parmi ses amis Ernest Hébert, la plupart des peintres de l'école dauphinoise, mais aussi le sculpteur Victor Sappey.

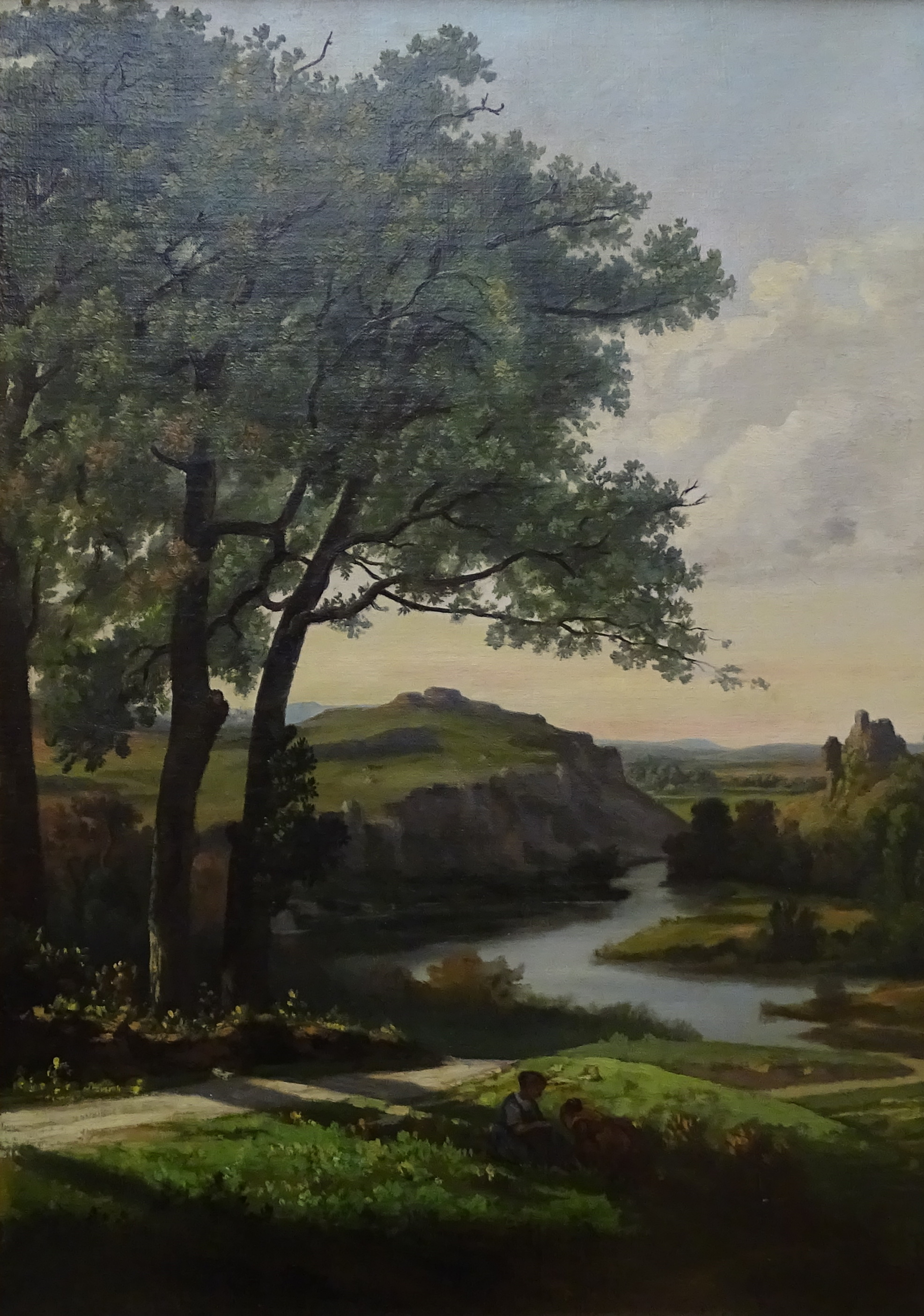
Paysage, vers 1860, Musée de Grenoble.

Il commence à exposer au Salon de Grenoble de 1832 un Souvenir de Vienne, et il continue d'y présenter des œuvres chaque année. De 1843 à 1845, il expose au Salon de Paris. Puis il entreprend un voyage en Italie, et retourne à Grenoble en 1846. Il est nommé conservateur adjoint du musée de Grenoble, professeur puis directeur de l'école municipale de dessin où Louis Vagnat fut son élève. En 1880, il s'installe à Proveysieux, et il reçoit ses amis dans la grange-atelier qu'il y loue. On utilise parfois le terme d'école de Proveyzieux pour désigner ces peintres grenoblois se rencontrant chez Ravanat ou à l'auberge du village, la plupart adeptes comme Ravanat de l'école du paysage moderne.

## Son œuvre

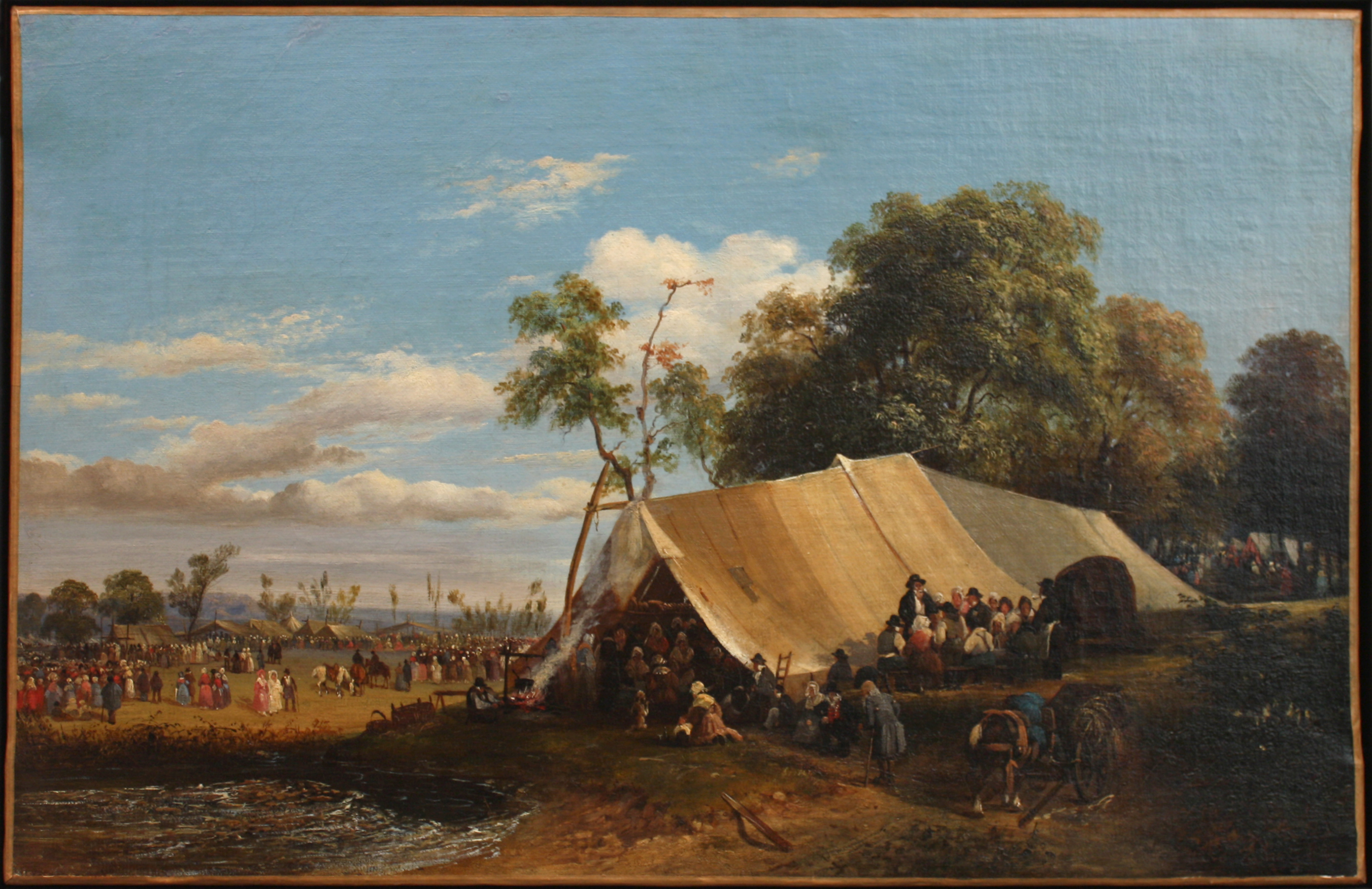
La foire de Beaucroissant, collection du Musée dauphinois

L'œuvre de Ravanat est essentiellement composée de paysages dauphinois. Les tableaux de Ravanat sont pour la plupart dans les collections particulières grenobloises, mais certains de ces tableaux sont conservés au musée de Grenoble ou au Musée dauphinois.